# A Spaniard in the Works
A Spaniard in the Works es un libro de 1965 escrito por John Lennon.  El libro consta de historias disparatadas y de dibujos similares al estilo de su libro anterior, In His Own Write. El nombre es un juego de palabras de la expresión "a spanner in the works", derivado del dicho inglés "a spanner in the works" (textualmente "una llave [inglesa] en los trabajos"), que significa "un obstáculo en los planes de alguien". 
La casa editorial sueca Bakhåll publicó el libro en 1997 en una edición inglesa y sueca, junto con un CD que contiene pistas de Lennon nunca antes publicadas y entrevistas.
1997 CD pistas:
1. "My Life" (Lennon) 2:30
2. "John Meets Yoko - Teacher/Pupil" (Lennon) 1:44
3. "Dear John" (Lennon) 4:10
4. "Cosmic Joke Number 9 / The Future Is Ours To See" (Lennon) 1:30
5. "Lord, Take This Makeup Off Me" (Lennon) 2:18
6. "Do It Yourself" (unknown) 1:13
7. "Make Love Not War" (Lennon) 3:13
8. "Groupies" (Lennon) 1:45
9. "Here We Go Again" (Lennon/Spector) 2:57
10. "What Does It Mean When You're Such A Pacifist That You Get Shot?" (Lennon) 0:57
11. "His Spirit Is Still Around" (Yoko Ono) 0:46